# Euphorbia kudrjaschevii
Euphorbia kudrjaschevii är en törelväxtart som först beskrevs av V.K. Pazij, och fick sitt nu gällande namn av Jaroslav Ivanovic Yaroslav Ivanovich Prokhanov. Euphorbia kudrjaschevii ingår i släktet törlar, och familjen törelväxter.
Artens utbredningsområde är Uzbekistan. Inga underarter finns listade i Catalogue of Life.